# Palais Krasiński
Das Palais Krasiński (polnisch Pałac Krasińskich) in der polnischen Hauptstadt Warschau ist eine Barockresidenz aus dem 17. Jahrhundert. Es liegt in unmittelbarer Nachbarschaft zu dem Denkmal des Warschauer Aufstandes.

## Geschichte

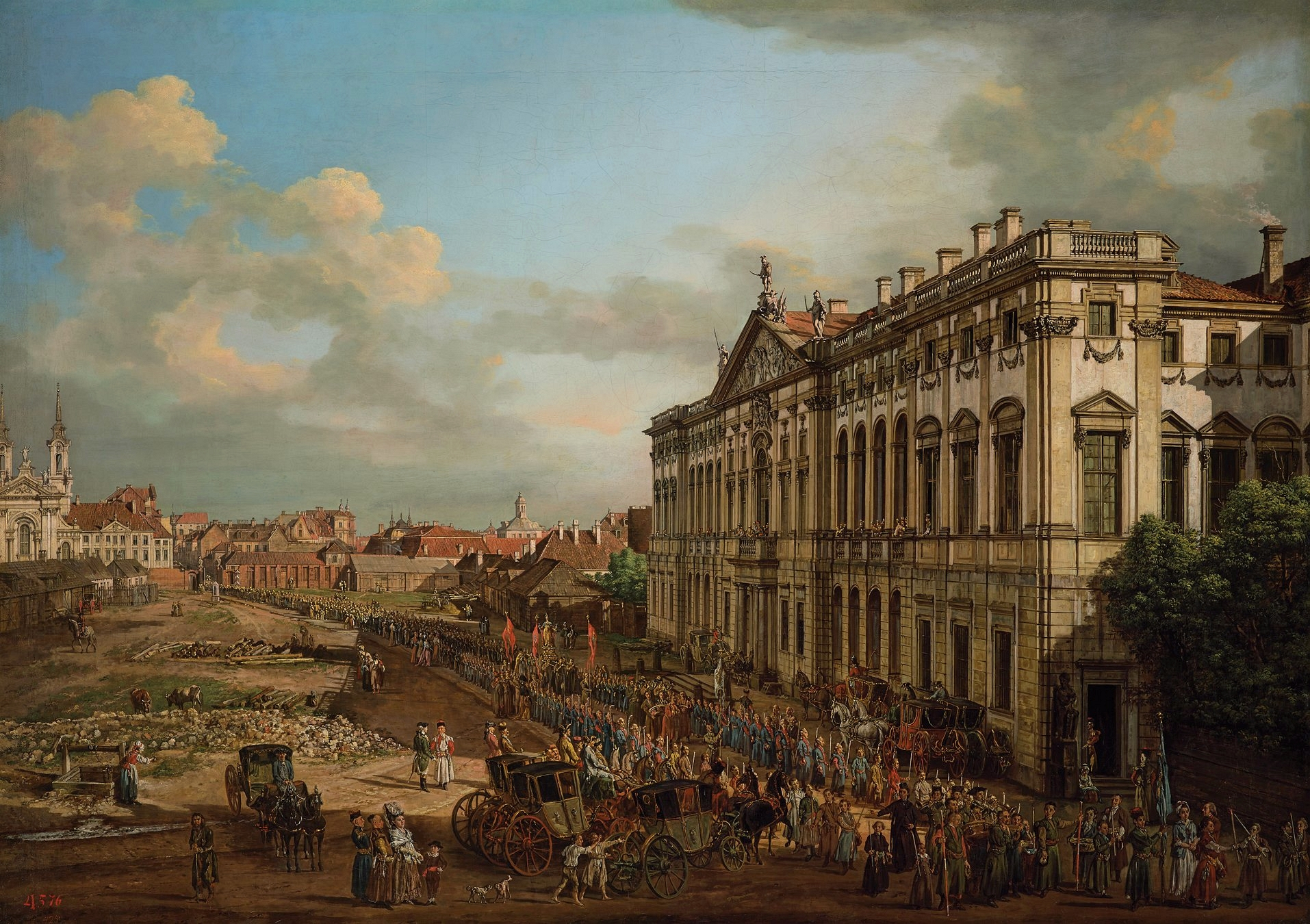
Palais Krasiński nach einem Gemälde Canalettos

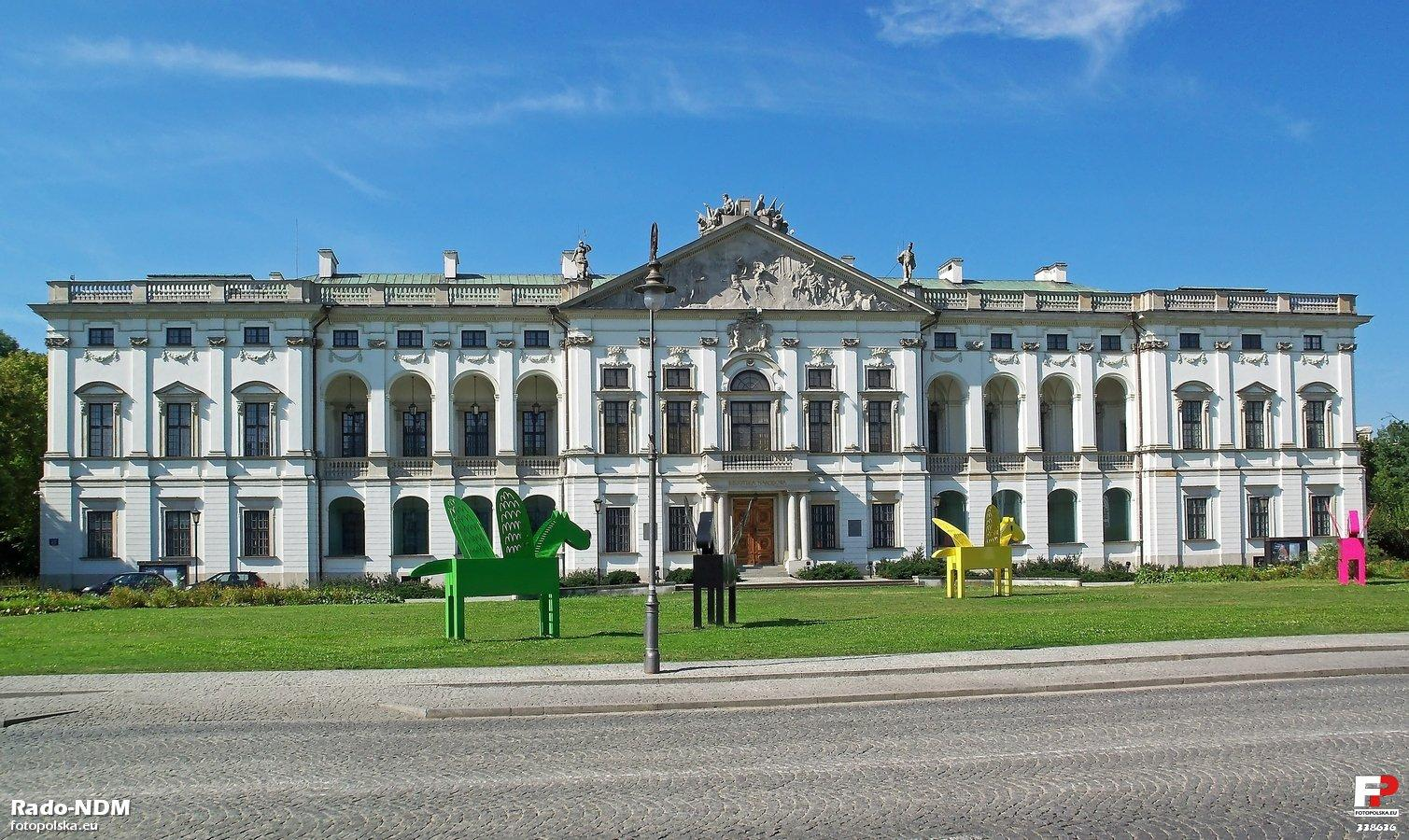
Ostfassade

Das Palais wurde von Tylman van Gameren für die Magnatenfamilie Krasinski von 1677 bis 1683 errichtet. Die Krasińskis legten westlich des Gebäudes einen großen barocken Garten an und richteten im Innern eine beträchtliche Kunstsammlung mit Werken von Albrecht Dürer, Antonio da Correggio, Rembrandt van Rijn und Peter Paul Rubens ein. Andreas Schlüter führte die Innendekoration aus, insbesondere Reliefs, die die Heldentaten des römischen Patriziers Marcus Valerius darstellen. Im Jahr 1764, als Stanislaus August Poniatowski zum polnischen König gewählt wurde, erwarb die Adelsrepublik Polen-Litauen das Palais und nutzte es nach einigen Umbauarbeiten als Verwaltungs- und Gerichtsgebäude. Daher wird das Gebäude bisweilen auch „Palais der Adelsrepublik“ (polnisch: Pałac Rzeczypospolitej) genannt. Der Garten wurde als Park 1768 für die Warschauer Bevölkerung geöffnet.
Es handelt sich um ein zweigeschossiges langgestrecktes Gebäude in Nord-Süd-Lage. Auf drei Seiten treten Risalite hervor, das Obergeschoss ist mit einer Reihe angedeuteter korinthischer Säulen geschmückt. Die östliche Fassadenseite des Palaises, die der Stadt zugewandt ist, fällt mit einem besonders geschmückten Giebel auf. Er zeigt die Geschichte des Kampfes des jungen Marcus Valerius Corvus gegen den Gallier Livius (Rom aus dem Jahr 350 v. u. Z.). Diese Skulpturen im Tympanon wurden von Andreas Schlüter gestaltet. Der Bauherr hatte dafür rund 7080 polnische Gulden an den deutschen Bildhauer gezahlt.
Im Jahr 1929 fand unter anderem in dem Staatsgerichtshof eine Sitzung zur Vorbereitung einer Anklage gegen den zurückgetretenen Minister Gabriel Czechowicz statt, der eine ungesetzliche Überschreitung des Staatshaushalts zugelassen hatte.
Nach dem Warschauer Aufstand 1944 zerstörte die deutsche Wehrmacht das Palais Krasiński. In der Nachkriegszeit nach den Gemälden von Bernardo Bellotto wieder aufgebaut, dient das Gebäude inzwischen als Zweigstelle der Polnischen Nationalbibliothek. Der sich unmittelbar anschließende und im Krieg ebenfalls zerstörte, klassizistische Palais Badeni wurde dagegen nicht wieder errichtet.